# Северноамерички куп нација 1990.
Првенство НАФЦ 1990. (енгл. North American Championship, енгл. Corona Three Nations Cup) године било је треће фудбалско првенство савеза за Северноамеричку фудбалску конфедерацију (НАФЦ).

## Преглед
Северноамеричка фудбалска конфедерација (НАФЦ) одржала је слично такмичење 1947. и 1949. године. Док је Канада била оснивач НАФЦ-а, није учествовала на прва два првенства, 1990. године, Северноамеричка зона је поново увела своје првенство, чији је домаћин била Канада. Иако су Мексико и Канада послали своје пуне репрезентације, САД су послале свој Б-тим и не рачунају ове утакмице као део својих званичних међународних утакмица.

## Стадион
| Бернаби |                  |
| Бернаби | Бернаби          |
| ------- | ---------------- |
| Бернаби | Стадион Свангард |
| Бернаби | Капацитет: 5.288 |
| Бернаби |                  |

## Резултати турнира
| Pos | Тим              | О | П | Н | И | ГД | ГП | ГР | Бод. |
| --- | ---------------- | - | - | - | - | -- | -- | -- | ---- |
| 1   | Канада           | 2 | 2 | 0 | 0 | 3  | 1  | +2 | 4    |
| 2   | Мексико          | 2 | 1 | 0 | 1 | 2  | 2  | 0  | 2    |
| 3   | Сједињене Државе | 2 | 0 | 0 | 2 | 0  | 2  | −2 | 0    |

| Канада         | 1 : 0    | Сједињене Државе |
| -------------- | -------- | ---------------- |
| Џон Катлиф 34’ | Извештај |                  |

| Мексико     | 1 : 0      | Сједињене Државе |
| ----------- | ---------- | ---------------- |
| Луис Флорес | (Извештај) |                  |

| Канада              | 2 : 1    | Мексико         |
| ------------------- | -------- | --------------- |
| Џон Катлиф 16’, 87’ | Извештај | 65’ Луис Флорес |

## Достигнућа
| Најбољи играч | Победник Северноамеричког купа нација 1990. Канада 1° титула | Најбољи стрелац Џон Катлиф (3. гола) |

## Голгетери
Три гола
- Џон Катлиф

Два гола
- Луис Флорес